# دميان بليشيتش
دميان بليشيتش مواليد 20 مارس 1980 في بلغراد، جمهورية يوغوسلافيا الاشتراكية الاتحادية، هو لاعب كرة يد صربي يلعب كظهير أيسر. يلعب حاليا مع نادي أودريهيو سكويسك لكرة اليد ويحمل الرقم 13. مثل منتخب صربيا لكرة اليد.

## المسيرة الاحترافية
لعب مع فغيش أوف غوبينغن في الدوري الألماني في موسم 2005–2006، ثم لعب مع نادي كانتابريا لكرة اليد في الدوري الإسباني في موسم 2007–2008، ثم لعب مع قناة الجزيرة في سنة 2011، ثم لعب مع نادي الشمال في الدوري الإسباني في سنة 2012، ثم لعب مع نادي كريتاي لكرة اليد في موسم 2012–2013، ثم لعب مع نادي أودريهيو سكويسك لكرة اليد في الدوري الروماني في سنة 2013.

## الإنجازات
- كأس أوروبا لكرة اليد:
  - النهائي: 2006